# Львовская табачная фабрика
Львовская табачная фабрика (укр. Львівська тютюнова фабрика) — предприятие табачной промышленности Украины.

## История
В начале XVIII века в Винниках появились первые цеха по переработке табачного листа (изготавливали резаный табак и нюхательную смесь). Табачные изделия пользовались большим спросом, их сбыт приносил огромные прибыли владельцам цехов. Поэтому не случайно австрийское правительство специальным декретом ликвидировало цеха и создало государственную табачную фабрику.
В 1779 году Львовская табачная фабрика была переведена в помещения Винниковского замка (в то время уже монастыря). С тех пор история и жизнь Винников была неразрывно связана с производством табачных изделий. На фабрике с начала XIX века постоянно работало не меньше 500—1000 человек (примерно пятая часть жителей Винников).
В ходе первой мировой войны и советско-польской войны фабрика оказалась в зоне боевых действий, но в дальнейшем производство было восстановлено.
В 1940 на фабрике уже работало 1100 человек, налаживалось механизированное производство. Во время Великой Отечественной войны было уничтожено здание основного производственного корпуса и склады, железнодорожные пути, оккупанты забрали все запасы табачных изделий.
В 1960 проведена комплексная механизация и автоматизация производственных процессов. Изделия фабрики были представлены на многочисленных выставках в СССР и за рубежом.
В 1980 — производственная мощность фабрики составляла 13,5 млрд сигарет.
В 1980-х годах фабрика была одним из лучших предприятий УССР по производству табачных изделий. Ежегодно там выпускалось до 14 млрд штук сигарет (70 % — сигареты без фильтра и 30 % — с фильтром) таких некогда популярных марок, как «Львов», «Орбита», «Верховина», «Прима», «Космос», «Фильтр». До 1982 года на предприятии был участок, где производились подарочные наборы папирос «Тарас Бульба», «Гайдамаки», «Три богатыря», которые пользовались особенно большой популярностью у иностранцев.
В целом, в советское время фабрика являлась крупнейшим предприятием города.
В 1993 году на базе Львовской табачной фабрики было создано совместное американско-украинское предприятие закрытого акционерного общества «Р. Дж. Рейнольдс Тобакко-Львов».
В 1998 иностранные инвесторы приняли решение о прекращении работы табачной фабрики в Винниках. В 1999 было основано Общество с ограниченной ответственностью «Львовская табачная фабрика».
В 2003 году фабрика произвела около 1.1 млрд сигарет.
С 2012 года «Львовская табачная фабрика» продолжает свою работу.